# Mina Demirtaş
Mina Demirtaş (* 2008) ist eine türkische Schauspielerin.

## Leben und Karriere
Demirtaş wurde 2008 geboren. Sie begann ihre Schauspielkarriere 2021 im Film Akif. Anschließend bekam sie 2022 in dem Film Kabahat eine Hauptrolle. Für ihre Rolle gewann sie den „Umut Veren Genç Kadın Oyuncu“-Preis beim Adana Altın Koza Filmfestival. Außerdem spielte sie 2023 in Beraber eine Nebenrolle. Von 2023 bis 2024 war sie in der Serie Kızıl Goncalar zu sehen.

## Filmografie
- 2021: Akif
- 2022: Kabahat
- 2023: Beraber
- 2023–2024: Kızıl Goncalar (Fernsehserie)